# Reiseanalyse
Die Reiseanalyse ist eine jährliche sozialwissenschaftliche Untersuchung des Urlaubsreiseverhaltens in Deutschland.

## Bedeutung
Die Reiseanalyse wird seit 1971 mit weitgehend identischer Methodik und überwiegend gleichem Fragenprogramm durchgeführt. Sie erlaubt daher die Abbildung von Verläufen wichtiger Kennziffern der touristischen Nachfrage in Deutschland über mehrere Jahrzehnte.
Zurückliegende Datensätze sind für die wissenschaftliche Forschung bei der GESIS zum großen Teil zugänglich. Zahlreiche Forschungsarbeiten zur Urlaubsreisennachfrage basieren auf den Daten der Reiseanalyse. Die Ergebnisse werden jährlich in einem Berichtsband und in einer Kurzfassung dokumentiert. In vielen Bibliotheken und im Historischen Archiv zum Tourismus der TU Berlin sind die Ergebnisse verfügbar. Zudem werden jedes Jahr ausgewählte „erste Ergebnisse“ auf der ITB Berlin vorgestellt.

## Entwicklung
Die erste bekannte Untersuchung zum Reise- und Urlaubsverhalten der Deutschen führte des Institut für Demoskopie Allensbach im Jahr 1950 durch. 1961 wurde dann beim DIVO Institut ein unmittelbarer Vorläufer der Reiseanalyse durch den Studienkreis für Tourismus e.V. (StfT) in Auftrag gegeben. Der StfT in Starnberg initiierte 1970 die „Arbeitsgemeinschaft Reiseanalyse (AGRA)“ und ließ 1971 die erste Reiseanalyse (RA 1970) als Beteiligungsuntersuchung in Westdeutschland durchführen. Das Modell der Beteiligungsuntersuchung (viele Bezieher der Untersuchung teilen sich die Kosten für das Grundfragenprogramm) hat sich in der Reiseanalyse bis heute erhalten.
Der Studienkreis für Tourismus war bis zu seinem Konkurs 1993 Träger der Reiseanalyse. Ab 1994 übernahm die „Forschungsgemeinschaft Urlaub und Reisen“ die Trägerschaft. Im Jahr 1994 firmierte die Reiseanalyse als „Urlaub + Reisen 1994“, kehrte dann aber zur alten Bezeichnung zurück.
Der 1994 gegründete „Forschungsgemeinschaft Urlaub und Reisen e.V.“ (FUR) mit Sitz in Kiel ist eine Interessengemeinschaft von Tourismusorganisationen zur jährlichen Durchführung der Reiseanalyse. Vorstandsvorsitzender ist seit 2010 Guido Wiegand vom Reiseveranstalter Studiosus Reisen. Gründungsgeschäftsführer der FUR war bis 2010 der deutsche Tourismusforscher Peter Aderhold. Die Geschäftsstelle der FUR ist beim Institut für Tourismus- und Bäderforschung in Nordeuropa (NIT) in Kiel angesiedelt.

## Methodik
Für die Reiseanalyse werden jedes Jahr im Januar/Februar rund 8.000 persönliche Interviews in Haushalten in Deutschland durchgeführt. Die Grundgesamtheit der Untersuchung orientiert sich an der Deutschen Media-Analyse, seit 2011 sind deshalb auch in Deutschland lebende Ausländer Teil der Grundgesamtheit. Die Stichprobe wird im Random-Route-Verfahren generiert. Inzwischen werden zusätzlich zu den persönlichen Befragungen auch Online-Befragungen durchgeführt. Die Befragungen wurden seit 1971 von verschiedenen Marktforschungsinstituten durchgeführt, seit rund 15 Jahren von Ipsos.
Berichtsgegenstand der Reiseanalyse sind Urlaubsreisen, das sind in der Definition der Reiseanalyse private Reisen ab einer Dauer von fünf Tagen. Das Urlaubsreiseverhalten der jeweils vergangenen zwölf Monate wird hinsichtlich verschiedener Aspekte beschrieben. Dazu gehören z. B. Reiseziel, Reisemonat und -dauer, Reisegruppe, Verkehrsmittel und Reiseausgaben.
Ergänzend wird auch über Kurzurlaubsreisen (private Reisen mit einer Dauer von zwei bis vier Tagen) sowie über Erfahrung mit und Interesse an verschiedenen Reiseformen, Reisearten und Destinationen berichtet.

## Kennziffern
Eine wesentliche Kennziffer aus der Reiseanalyse ist die Urlaubsreiseintensität. Sie beschreibt den Anteil der Grundgesamtheit, der innerhalb von zwölf Monaten mindestens eine Urlaubsreise mit einer Dauer von fünf Tagen oder länger unternommen hat. Weitere wichtige Kennziffern beschreiben die Zahl der Urlaubsreisen, die Zahl der Urlaubsreisenden, die Nachfrage nach einzelnen Reisezielen oder die Entwicklung von Verkehrsmittelanteilen.